# Noyelles-lès-Vermelles

Noyelles-lès-Vermelles este o comună în departamentul Pas-de-Calais, Franța. În 1 ianuarie 2022 avea o populație de 2.278 de locuitori.